# Nord-Reederei
Die Nord-Reederei GmbH war ein von der deutschen Reichsregierung im Zweiten Weltkrieg geschaffenes halbstaatliches Unternehmen, das die Küstenschifffahrt für den Verteilerverkehr im vom Deutschen Reich besetzten Norwegen betrieb. 
Die Nord-Reederei GmbH, mit Sitz in Hamburg, wurde mit Gesellschaftsvertrag vom 12. November 1943, ähnlich wie die Mittelmeer-Reederei ein Jahr zuvor, unter der Federführung des Reichskommissariats für die Seeschiffahrt („Reiko See“) offiziell von drei traditionell im Norwegenfrachtverkehr engagierten deutschen Reedereien gegründet. Sie übernahm einen Teil der bisher vom „Reiko See“ abgewickelten Aufgaben und hatte ihre Büros in Oslo. Ihre Flotte von so genannten „Verteilerschiffen“ bestand aus mehreren hundert kleinen deutschen, belgischen und vor allem niederländischen Schiffen, Motorseglern, Leichtern, Lastkähnen und Schleppern, die meisten zwischen 100 und 200 Tonnen groß. Darunter befanden sich zahlreiche Binnenschiffe, die für die Fahrt in norwegischen Küstengewässern denkbar ungeeignet waren. Die Schiffe waren teils gechartert, teils requiriert.  Viele waren ursprünglich für die geplante Invasion Englands vorgesehen und wurden nach deren Absage nach Norwegen überstellt. Die Schiffsbesatzungen waren zum großen Teil Norweger, aber auch Niederländer, die über die Anmuster- und Ausbezahlungsfirma Warzee angeworben und bezahlt wurden.  
Die Nord-Reederei übernahm auch die Slipanlage in Nærsnes (Gemeinde Røyken) am Oslofjord und nutzte sie unter der Bezeichnung „Werft Nærsnes“.